# Rio Imbaú
Rio Imbaú är ett vattendrag i Brasilien.   Det ligger i delstaten Paraná, i den södra delen av landet, 1 000 km söder om huvudstaden Brasília.
I omgivningarna runt Rio Imbaú växer i huvudsak städsegrön lövskog. Runt Rio Imbaú är det mycket glesbefolkat, med 6 invånare per kvadratkilometer.